# Goera interrogationis
Goera interrogationis là một loài trong họ Goeridae. Chúng phân bố ở miền Cổ bắc.